# 第10回明治神宮国民体育大会
| 夏季大会               | 夏季大会           |
| ---------------------- | ------------------ |
| 参加人数               |                    |
| 競技数                 | 2競技              |
| 開会式                 | 9月21日            |
| 閉会式                 | 9月24日            |
| 選手宣誓               | 遊佐正憲           |
| 秋季大会               |                    |
| 参加人数               |                    |
| 競技数                 | 20競技             |
| 開会式                 | 10月29日           |
| 閉会式                 | 11月3日            |
| 選手宣誓               | 佐々木吉蔵         |
| 主競技場               | 明治神宮外苑競技場 |
| 冬季大会スケート競技会 |                    |
| 参加人数               |                    |
| 競技数                 | 1競技              |
| 開会式                 | 2月2日             |
| 閉会式                 | 2月4日             |
| 選手宣誓               | 有坂隆祐           |
| 冬季大会スキー競技会   |                    |
| 参加人数               |                    |
| 競技数                 | 1競技              |
| 開会式                 | 2月8日             |
| 閉会式                 | 2月12日            |
| 選手宣誓               | 龍田鳳三           |

第10回明治神宮国民体育大会（だい10かいめいじじんぐうこくみんたいいくたいかい）は1939年（昭和14年）から翌年にかけて明治神宮外苑競技場を主会場として開催された。
国家総力戦への体制を強化するに当たり、今大会から主催が明治神宮体育会から厚生省になり、大会名称が「明治神宮国民体育大会」となった。これに伴い、聖恩の旗引継ぎ式が7月18日に行われ、明治神宮体育会は解散した。また、今大会より国防競技を採用し、軍事教練的な要素が強くなった。
さらに、明治神宮外苑競技場で行われる中央大会に呼応し、各地方にて地方大会を実施した。

## 会場
夏季大会
- 水上競技: 明治神宮外苑水泳場
- ヨット: 横浜仮ヨットハーバー

秋季大会
- 剣道: 日本青年館、青山小学校
  - 銃剣道: 日本青年館、陸軍戸山学校
- 柔道: 講道館
- 弓道: 明治神宮内苑仮弓道場
- 相撲: 明治神宮外苑相撲場
- 国防競技: 陸軍戸山学校、明治神宮外苑競技場
- 集団体操: 明治神宮外苑競技場
- 陸上競技: 明治神宮外苑競技場、第一高等学校駒場運動場
  - 送球（ハンドボール）: 明治神宮外苑競技場
- 蹴球（サッカー）: 明治神宮外苑競技場、東京帝国大学運動場、新丸子運動場
- ラグビー: 明治神宮外苑競技場
- 野球: 明治神宮野球場
- 排球（バレーボール）: 明治神宮外苑競技場、旧芝離宮恩賜庭園排球場、東京府立第二高等女学校
- 籠球（バスケットボール）: 国民体育館、明治神宮外苑競技場
- 漕艇: 尾久漕艇場
- 庭球（テニス）
  - 硬式庭球: 田園倶楽部庭球場
  - 軟式庭球（ソフトテニス）: 日比谷公園庭球コート、御茶ノ水庭球場
- ホッケー: 明治神宮外苑競技場、月島新公園運動場
- 馬術: 陸軍予科士官学校
- 射撃: 陸軍大久保射撃場
- 体操競技: 陸軍戸山学校、国民体育館
  - 重量挙げ: 昭和小学校
- 卓球: 麻布小学校
- 自転車競技: 氷川公園競技場、明治神宮外苑競技場、代々木練兵場、鎌倉八幡宮・片瀬・大磯・小田原間往復湘南道路

冬季大会
- スケート: 長野県上諏訪町 蓼ノ海スケート場
- スキー: 新潟県 高田スキー場、妙高スキー場